# 聚芳閣
聚芳閣（しゅうほうかく）は、1920年代に存在した日本の出版社。足立欽一が1924年（大正13年）に創業し、1929年（昭和4年）ころまで続いた。『文学界』・『趣味と科学』などの雑誌のほか、新進作家の文芸書を主に出版し、多数の作家を世に送り出した。所在地は東京府東京市四谷区新宿一丁目51番地であった。

## 概要
1924年3月に戯曲家の足立欽一を社主として、松本清太郎・勝承夫・足立直郎（欽一の妹の夫）ら若手編集者により文芸書出版社として創業した。同年9月には井伏鱒二も初の単行本である翻訳書『父の罪』を同社より刊行し、さらに編集者として加わった（1926年春まで断続的に勤務）。秋には新刊だけでも十数種を出版し、創業半年にして四十数種を刊行した。同社が創業した1924年は関東大震災後の震災景気により各種文学雑誌が多数創刊されたが、その中でも目立つ活躍を見せているとして注目された。
主力雑誌の『文学界』は1924年10月創刊（9月20日販売）で、既成の作家だけでなく、読者からの懸賞応募作から力作を選んで掲載することに力を入れた。同年12月には大判で写真貢の充実を誇る『趣味と科学』（1925年1月号）が創刊された。そのほか、単行本として徳田秋声・豊島与志雄・里見弴・中西伊之助・邦枝完二・佐々木味津三などの小説や、映画演劇関係の理論書などを出版した。さらに『日本名著大系』・『日本戯曲名作大系』・『異国叢書』などシリーズ物も企画し刊行を開始したが急速に経営が悪化し、十一谷義三郎を顧問に迎えるなどしたものの、1927年の刊行を最後に、その後廃業となった。
『文芸春秋』（1926年1月号）誌上の一文に端を発して菊池寛と聚芳閣との間に騒動が起こり裁判沙汰となったが（砂利缶事件）、1930年（昭和5年）に裁判所が和解を勧告して落着した。

## 創業者
足立欽一は1893年（明治26年）に東京・新宿に生まれ、1953年（昭和28年）に没した。自らも戯曲や小説を書く趣味人であり、徳田秋声に師事して創作を発表するかたわら、出版社聚芳閣を興した。自著に『書画骨董あきめくら』・『外道三昧』・『恋愛遊戯』・『迦留陀夷 』などがある。一時山田順子の恋人だったことでも知られ、秋声の『仮装人物』にも登場する。